# Stazione meteorologica di Napoli Capodimonte
La stazione meteorologica di Napoli Capodimonte è la stazione meteorologica di riferimento relativa all'omonima area collinare della città di Napoli.

## Coordinate geografiche
La stazione meteo si trova nell'Italia meridionale, in Campania, nel comune di Napoli, a 149 metri s.l.m. e alle coordinate geografiche 40°52′N 14°15′E.

## Dati climatologici
In base alla media trentennale di riferimento 1961-1990, la temperatura media del mese più freddo, gennaio, si attesta a +8,8 °C; quella dei mesi più caldi, luglio e agosto, è di +24,6 °C.
Le precipitazioni medie annue si attestano attorno agli 850 mm e sono distribuite mediamente in 94 giorni, con un minimo in estate ed un picco in autunno-inverno .
| Napoli Capodimonte  | Mesi | Mesi | Mesi | Mesi | Mesi | Mesi | Mesi | Mesi | Mesi | Mesi | Mesi | Mesi | Stagioni | Stagioni | Stagioni | Stagioni | Anno |
| Napoli Capodimonte  | Gen  | Feb  | Mar  | Apr  | Mag  | Giu  | Lug  | Ago  | Set  | Ott  | Nov  | Dic  | Inv      | Pri      | Est      | Aut      | Anno |
| ------------------- | ---- | ---- | ---- | ---- | ---- | ---- | ---- | ---- | ---- | ---- | ---- | ---- | -------- | -------- | -------- | -------- | ---- |
| T. max. media (°C)  | 11,4 | 12,3 | 14,6 | 17,8 | 22,2 | 25,9 | 28,9 | 28,8 | 25,6 | 21,0 | 16,1 | 12,7 | 12,1     | 18,2     | 27,9     | 20,9     | 19,8 |
| T. min. media (°C)  | 6,2  | 6,6  | 8,1  | 10,7 | 14,3 | 17,7 | 20,3 | 20,4 | 18,1 | 14,5 | 10,6 | 7,8  | 6,9      | 11,0     | 19,5     | 14,4     | 12,9 |
| Precipitazioni (mm) | 96   | 73   | 72   | 62   | 49   | 33   | 18   | 26   | 68   | 116  | 117  | 116  | 285      | 183      | 77       | 301      | 846  |
| Giorni di pioggia   | 11   | 9    | 10   | 9    | 6    | 4    | 2    | 3    | 6    | 10   | 12   | 12   | 32       | 25       | 9        | 28       | 94   |